# タイフォン ミサイル ランチャー

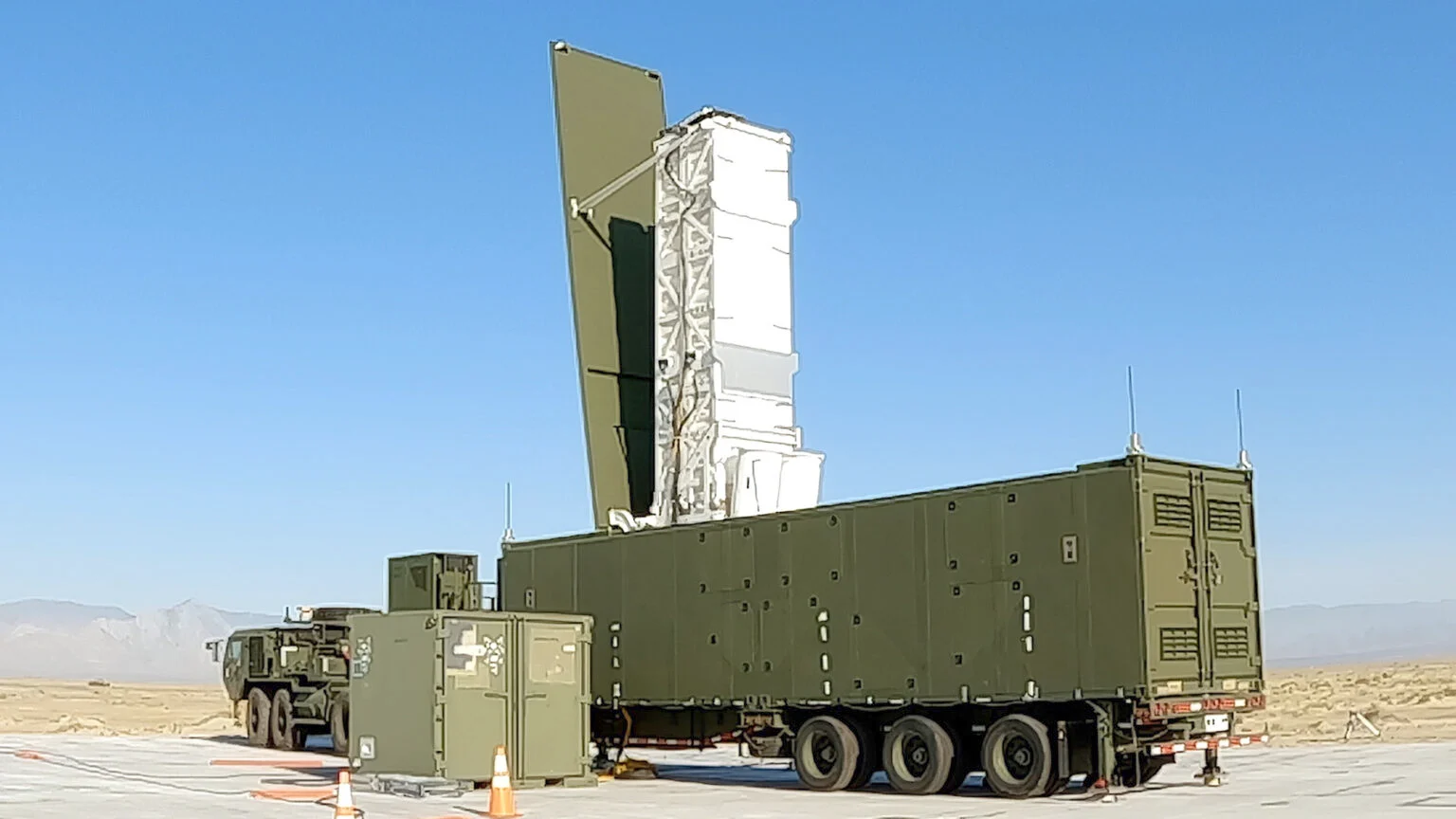

タイフォン ミサイル ランチャー（タイフォン・ミッドレンジ・キャパビリティ・ミサイル・システム、略称: MRC、タイフォン）はロッキード・マーチンが開発したSM-6とトマホークミサイルを搭載するミサイルシステムである。

## 概要
米陸軍は中距離核戦力全廃条約が失効したことで空軍が担当していた中長距離攻撃能力の獲得を目標とした。そこで複数のロングレンジウェポン開発を同時進行で進めており、その中の一つが本システムである。 米陸軍はMK.41VLSを流用した発射基でトマホークとSM-6をロングレンジウェポンを開発すると決定し、ロッキード･マーティンにトマホークとSM-6が統合された発射基、射撃管制システム、支援機材一式を搭載する車輌システムを3億3900万ドルで発注した。本システムはイージス･システムのコントロール機能とMK.41を組み合わせた移動式のランチャーで、1基のランチャーに4発のミサイルが搭載でき、本システムは4基のランチャーで構成されるため計16発のミサイルを同時に運用することができる。

### Mk.70Mod.1運搬システム
ロッキード・マーティンのMk.70Mod.1は、Mk.41垂直発射システムの4つのセルを40フィートのISOコンテナのフットプリントに搭載したコンテナ化システムである。タイフォン・システムに加えて、Mk.70Mod.1はUSSサバンナ（LCS-28）で艦上試験も行われている。